# Aotus miconax
Aotus miconax é um macaco-da-noite, um Macaco do Novo Mundo endêmico do norte do Peru. Adultos pesam cerca de 1 kg e medem até 50 cm de comprimento. Sua cor varia do cinza ao marrom claro, com manchas brancas e preta na face. O peito, ventre e membros anteriores são laranja, mas em menor grau do que em Aotus nigriceps.
A espécie é um dos menos estudados e talvez mais raros primatas do Neotrópico.Essa espécie é listada como "vulnerável" pela IUCN e como "em perigo" pela lei do Peru.
Os únicos dados da espécie provém de poucos animais de museus, e os dados sobre ecologia e comportamento são esparsos e vagos. A espécie provavelmente habita áreas de floresta densa entre 900 m e 2 800 m de altitude nos departamentos de Amazonas, Huanuco e San Martin,e regiões próximas a esses departamento do Peru.